# Награды и звания Туркменбаши
Сапармурат Ниязов является обладателем большого количества наград и званий. В том числе, он стал первым обладателем высшей награды страны: звания Герой Туркменистана и золотой медали «Алтын Ай» («Золотая Луна»).
Награды Сапармурата Ниязова:
- Почётная грамота Президиума Верховного Совета Туркменской ССР (1971 г.)
- Медаль «В ознаменование 100-летия со дня рождения Владимира Ильича Ленина»
- Медаль «За трудовую доблесть»
- Орден Дружбы народов (31 марта 1981 г.)
- Международная премия имени Махтумкули (19 мая 1992 г.)
- Герой Туркменистана. Золотая медаль «Алтын Ай» (30 сентября 1992 г.)
- Международная Премия имени аль-Хорезми в области науки и техники (5 июня 1994 г.)
- Памятный золотой орден «Манас-1000» и памятная золотая медаль (28 августа 1995 г., Бишкек, Кыргызская Республика)[2]
- Герой Туркменистана. Золотая медаль «Алтын Ай» (27 декабря 1995 г.)
- Орден «Галкыныш» (16 мая 1997 г.)
- Премия Шелкового пути за выдающиеся достижения (19 июня 1998 г., Анкара, Турция)
- Герой Туркменистана. Золотая медаль «Алтын Ай» (17 июля 1998 г.)
- Орден «Битараплык» (17 декабря 1998 г.)
- Золотая медаль Международной академии информатизации (28 апреля 1999 г.)
- Золотая Звезда Всемирной академии медицины имени Альберта Швейцера (14 сентября 1999 г., Варшава, Польша)
- Премия Международной академии компьютерных наук и систем с Дипломом и Золотой медалью Лауреата (15 октября 1999 г., Киев, Украина)
- Юбилейная медаль «100 лет Санкт-Петербургскому государственному техническому университету» (19 октября 1999 г., Санкт-Петербург, Россия)
- Герой Туркменистана. Золотая медаль «Алтын Ай» (25 октября 1999 г.)
- Золотая медаль «За выдающийся вклад в укрепление мира и взаимопонимания между народами» Международной ассоциации фондов мира (9 февраля 2000 г., ООН, ЮНИСЕФ)
- Орден «Командор ордена Наука. Образование. Культура.» Европейской академии информатизации (11 февраля 2000 г., Брюссель, Бельгия)
- Золотая медаль академии имени Петра Капицы «Автору научного открытия». Диплом и нагрудный знак Российской академии естественных наук (14 февраля 2000 г.)
- Герой Туркменистана. Золотая медаль «Алтын Ай» (18 февраля 2000 г.)
- Юбилейная золотая медаль и диплом попечителя Фонда 200-летия А. С. Пушкина Международной неправительственной организации «Фонд 200-летия А. С. Пушкина» (18 февраля 2000 г.)
- Медаль Петра Первого Российской академии естественных наук и Международной академии природы и общества (18 февраля 2000 г.)
- «Орден князя Ярослава Мудрого» I степени (18 февраля 2000 г., Киев, Украина) — за выдающийся личный вклад в развитие украинско-туркменистанского сотрудничества, укрепление дружбы  между народами Украины и Туркменистана[3]
- Орден Русской православной церкви Святого благоверного князя Даниила Московского I степени (19 февраля 2000 г., Москва, Россия)
- Медаль Общества туркмено-турецкой дружбы (24 февраля 2000 г., Анкара, Турция)
- Диплом Лауреата международной технологической премии «Золотой Атлант 2000 г.» (28 марта 2000 г., Швейцария)
- Золотая медаль Международного эпизоотического Бюро (3 апреля 2000 г., Париж, Франция)
- Международная премия писателей и деятелей культуры (17 апреля 2000 г., Анкара, Турция)
- Золотая медаль Всемирной организации интеллектуальной собственности (21 июня 2000 г., Женева, Швейцария)
- Орден «За выдающиеся заслуги в информациологии» Международной академии информатизации (23 августа 2000 г., Нью-Йорк, США)
- Памятная медаль Евразийского университета имени Гумилева Л. Н. (10 октября 2000 г., Астана, Казахстан)
- Орден Святого Месропа Маштоца (29 ноября 2000 г., Ереван, Республика Армения) — за вклад в дело упрочения и развития армяно-туркменских дружественных отношений
- Золотая медаль и Почетный диплом «За особый вклад в развитие авиации» Межгосударственного авиационного комитета (9 июля 2001 г., Москва, Россия)
- Золотая медаль имени Льва Толстого за 2000 г. Международной ассоциации детских фондов (19 июля 2001 г., Москва, Россия)
- Герой Туркменистана. Золотая медаль «Алтын Ай» (19 октября 2001 г.)
- Международная премия имени Махтумкули (13 февраля 2002 г.)
- Орден «Рухубелент» (13 февраля 2002 г.)
- Международная премия «За вклад в культуру» (19 февраля 2002 г., Анкара, Турция)
- Премия турецкого Общества дружбы и сотрудничества с Туркменистаном — «XXI век. За мир и дружбу» (октябрь 2002 г.)
- Орден «Рухнама» (Решение XV Халк Маслахаты Туркменистана, 23 октября, 2004 г.)
- Орден Петра Великого I степени — российская общественная награда (12 декабря 2004 г., Россия).
- Орден имени Ломоносова (Решение Президиума Академии проблем безопасности, обороны и правопорядка РФ, 17 февраля, 2005 г.)
- Орден почета Олимпийского совета Азии (Решение, принятое на 42-м заседании Исполнительного совета Олимпийского совета Азии, лето 2005 г.)
- Почетная премия «За заслуги перед тюркским миром» (2006 г., Турция)
- Орден «Общественного признания» (2006 год, Россия, Санкт-Петербург)[4]
- Звание Почетного профессора Кыргызского аграрного университета имени К. С. Скрябина (20 октября 2006 г.)
- Премия тюркского языка имени Ататюрка (посмертно; 2007)[5]
- Орден «За большую любовь к независимому Туркменистану» (24 октября 2016 г., посмертно)[6]

В 2004 года Туркменбаши категорически отказался получить очередное, седьмое по счету звание Героя Туркмении. «Туркменам присуща скромность, и я считаю для себя невозможным получить очередное звание Героя», — заявил Ниязов на заседании парламента.